# Uroderma bilobatum
Uroderma bilobatum — вид родини листконосові (Phyllostomidae), ссавець ряду лиликоподібні (Vespertilioniformes, seu Chiroptera).

## Опис
Середнього розміру, вагою від 13-20 г при довжині тіла 59-69 мм. Як правило, самиці трохи більше, ніж самці. Колір хутра варіює від темно-сірого до сірувато-коричневого, живіт трохи світліший, ніж спина. Тонка біла смуга проходить по середині спини від голови до крупа. Лице має два разючі симетричні пари білих смуг. 

## Середовище проживання
Країни поширення: Беліз, Болівія, Бразилія, Колумбія, Коста-Рика, Еквадор, Сальвадор, Французька Гвіана, Гватемала, Гаяна, Гондурас, Мексика, Нікарагуа, Панама, Перу, Суринам, Тринідад і Тобаго, Венесуела. Зустрічається не вище 1000 м над рівнем моря. Зустрічається в вічнозелених і листяних лісах, хоча тісно пов'язане з тропічними вологими лісами, також зустрічається в посушливих зонах, вторинних рідколіссях, фруктових гаях, і техногенних галявинах.

## Життя
Плодоїдний? але включає комах у раціон, також частини квітки і нектар.